# Der Glückspilz
Der Glückspilz (Originaltitel: The Fortune Cookie) ist eine US-amerikanische Filmkomödie von Billy Wilder aus dem Jahr 1966 mit Jack Lemmon und Walter Matthau in den Hauptrollen.

## Handlung
Der Kameramann Harry Hinkle wird bei einer Übertragung eines Football-Spieles der Cleveland Browns von dem Spieler Luther „Boom Boom“ Jackson über den Haufen gerannt. Hinkle wird bewusstlos und landet erst einmal im Krankenhaus. Sein Schwager, der gerissene Winkeladvokat Willie Gingrich, wittert seine Chance: Der Rechtsanwalt verdient sein Geld mit dem Einklagen von Schadenersatzansprüchen und fordert von der Versicherung eine Million US-Dollar Schadenersatz, die er sich mit seinem Schwager gerne teilen würde. Als Harry aufwacht, spürt er keine ernsthaften Verletzungen. Willie überredet ihn jedoch, vorzutäuschen, dass er teilweise gelähmt sei. Harry ist zunächst dagegen – bis er hört, dass seine Ex-Frau Sandy, eine nur mäßig erfolgreiche Sängerin in Werbespots, ihn besuchen will. Er gibt also eine schwere Verletzung vor, auch um sie wieder für sich zu gewinnen.
Die drei zuständigen Manager der Versicherungsgesellschaft vermuten eine Täuschung und setzen den Detektiv Purkey auf Harry an, der dessen Wohnung verwanzt und vom gegenüber liegenden Haus aus beobachtet und filmt. Doch Harry spielt die Rolle des Gelähmten perfekt, übersteht sogar ärztliche Untersuchungen, bis er sich immer mehr mit Luther Jackson anfreundet. Dieser glaubt noch immer, schuld an Harrys Schicksal zu sein und betäubt seine Schuldgefühle immer häufiger mit Alkohol, wodurch er auch seine Sportlerkarriere gefährdet. Harry hat ein schlechtes Gewissen wegen Luther, will allerdings andererseits Sandy nicht wieder verlieren. Inzwischen hat Sandy von dem Spielchen erfahren, das Gingrich eingefädelt hat. Sie spielt mit, nicht weil sie Harry liebt, sondern weil auch sie ein Stück vom Kuchen abhaben will, um damit ihre stockende Gesangskarriere weiter zu finanzieren.
Gingrich hat den Scheck der Versicherung in Höhe von 200.000 US-Dollar schließlich schon in der Tasche, doch Purkey will sich nicht geschlagen geben und fädelt eine List ein: Beim Abmontieren der Wanzen in Harrys Wohnung beleidigt Purkey den afroamerikanischen Luther rassistisch, worauf Harry aus dem Rollstuhl springt und Purkey k. o. schlägt. Harry fühlt sich durch das Auffliegen des Schwindels wie befreit und sagt sich von den Intrigen Willies und Sandys los. Während Sandy verzweifelt ihre Haftschalen sucht, windet sich Willie aus der Affäre, indem er den Scheck zerreißt und ankündigt, Purkey wegen Beleidigung zu verklagen. Harry sucht nach Luther, findet ihn im Footballstadion und versucht ihn zu überreden, seine Sportlerkarriere nicht aufzugeben. Die beiden werfen einige Pässe, bei denen Harry schon wieder stürzt und vorgibt, sich nicht mehr bewegen zu können. Doch es war natürlich nur Spaß und so finden die beiden wieder zueinander.

## Hintergrund
- Billy Wilder hatte Walter Matthau bereits im Sinn, als er die Rolle des „Fisimatenten-Willie“ schrieb. Jack Lemmon schlug zunächst zwei andere Schauspieler als Partner vor, Frank Sinatra und Jackie Gleason, aber Wilder bestand auf Walter Matthau und legte damit den Grundstein für die erfolgreiche Partnerschaft der beiden Schauspieler.
- Die Produktion musste aufgrund eines Herzinfarkts von Matthau für mehrere Wochen unterbrochen werden. In dieser Zeit nahm sein Gewicht bis zum Ende der Aufnahmen von 86 auf 72 kg ab, so dass er zum optischen Ausgleich einen entsprechend ausstaffierten schwarzen Mantel tragen musste.
- Lemmons Rollstuhl-Ballett („You'd Be So Nice to Come Home To“), das 3¼ Minuten dauerte, benötigte nur eine einzige Aufnahme.
- Nach dieser erfolgreichen Zusammenarbeit traten Lemmon und Matthau noch in neun weiteren Filmen gemeinsam auf.

## Deutsche Fassung
Die deutsche Synchronfassung entstand 1966 in den Ateliers der Ultra Film Synchron GmbH in Berlin.
| Rolle                      | Darsteller     | Synchronsprecher      |
| -------------------------- | -------------- | --------------------- |
| Harry Hinkle               | Jack Lemmon    | Georg Thomalla        |
| Willie Gingrich            | Walter Matthau | Siegfried Schürenberg |
| Luther 'Boom Boom' Jackson | Ron Rich       | Herbert Stass         |
| Sandy Hinkle               | Judy West      | Ingeborg Wellmann     |
| Dr. Krugman                | Harry Davis    | Horst Keitel          |
| Football-Reporter          | Keith Jackson  | Heinz Petruo          |
| Mr. Thompson               | Les Tremayne   | Heinz Giese           |
| Schwester Veronica         | Ann Shoemaker  | Inge Wolffberg        |

## Kritiken
„Eine brillant inszenierte hintergründig-schwarze Komödie, die Geldgier, Dummheit, Scheinheiligkeit und Vorurteile attackiert und erst mit dem (nicht unbedingt motivierten) Ende Menschlichkeit und Freundschaft über Beutelschneiderei und Rechtsverdrehung siegen läßt. Hervorragend gespielte, intelligente Unterhaltung, getragen von sarkastischem Witz.“

„Mit diesem sarkastischen und überaus einfallsreichen Billy-Wilder-Spaß begann die Zusammenarbeit des komödiantischen Traumpaars Jack Lemmon und Walter Matthau. Billy Wilder zeigt in brillanter Inszenierung, was die Folgen von Geldgier, Dummheit, Scheinheiligkeit und Vorurteilen sein können.“

„Im Dialog witzige und unter Verzicht auf künstliche Effekte gestaltete Filmkomödie […] über einen geplatzten Versicherungsbetrug. Einige Längen und auch etwas Klamauk, aber vorwiegend eine köstliche Unterhaltung. Bei einem prinzipiellen Vorbehalt Erwachsenen zu empfehlen.“

## Auszeichnungen (Auswahl)

### Oscar
- 1967: Oscar als bester Nebendarsteller für Walter Matthau

### Laurel Award
- 1967: Golden Laurel als bester Nebendarsteller für Walter Matthau